# ظهور إلهي

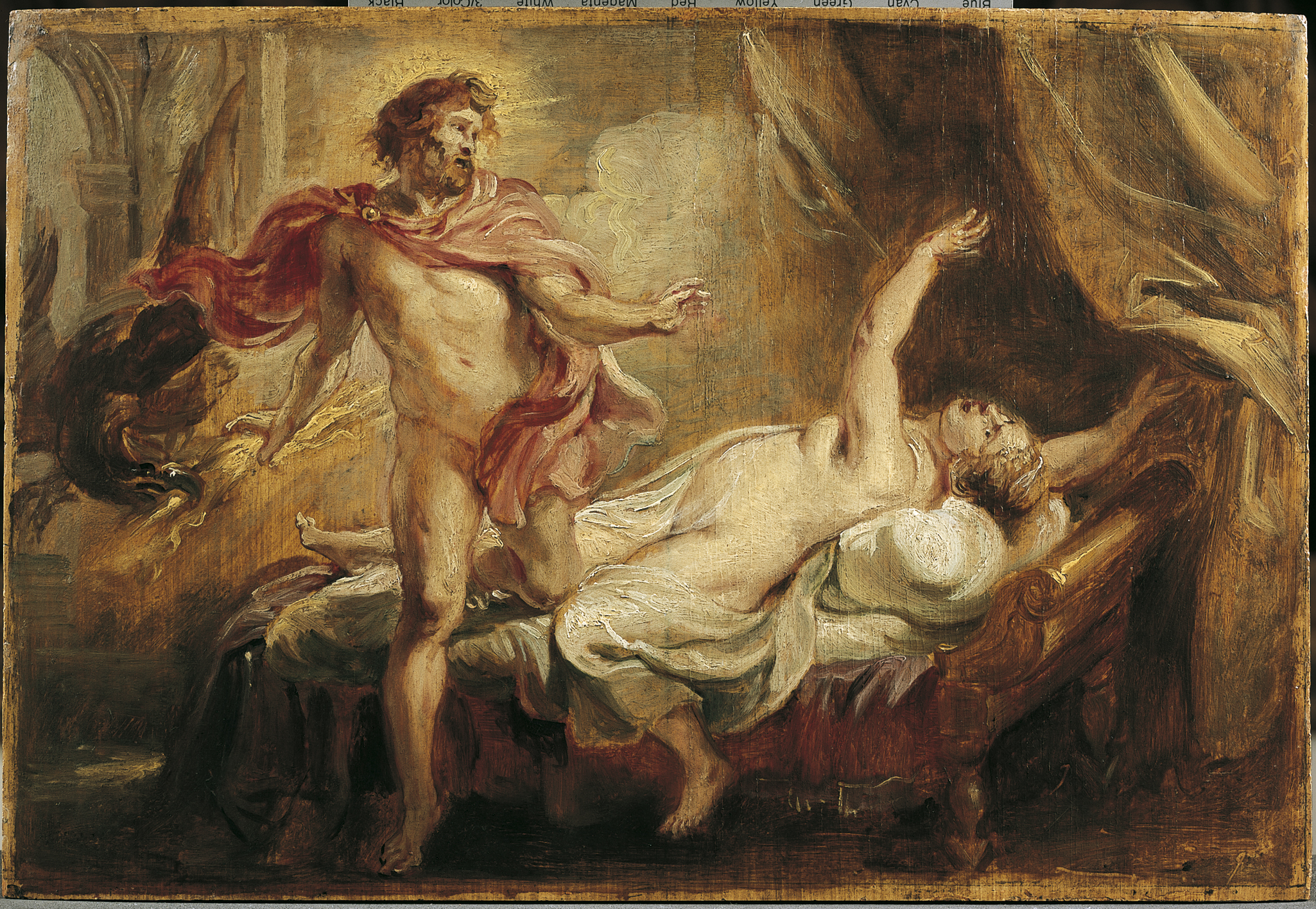
لوحة بيتر بول روبنس الخاصة بموت سيميلي، بسبب الظهور الإلهي لزيوس بدون قناع الموت

الظهور الإلهي، من اللغة الإغريقية ((ἡ) θεοφάνεια (theophaneia، يعني «ظهور الإله»)، يشير إلى ظهور الإله على شكل إنسان أو مخلوقٍ آخر، أو في صورة تجَلٍّ إلهي.
لقد استُخدِم هذا المصطلح للإشارة إلى ظهور الآلهة في العقائد الإغريقية القديمة وعقائد الشرق الأدنى. على الرغم من أن الإلياذة (Iliad) هي أول مصدر لوصف الظهور الإلهي في الكلاسيكية القديمة (حيث تظهر كثيرًا في الميثولوجيا الإغريقية)، يوجد على الأرجح أول وصف للظهور الإلهي في ملحمة جلجامش (Epic of Gilgamesh).
وقد نال مصطلح الظهور الإلهي استخدامًا مميزًا لدى الـمسيحيين والـيهود فيما يخص الكتاب المقدس: حيث يشير إلى ظهور الإله للإنسان؛ وهي العلامة الملموسة التي يتجلَّى بها وجود الإله. لا يَرِد سوى عددٍ قليلٍ من مرات الظهور الإلهي في الكتاب العبري، الذي يُعرَف أيضًا بـالعهد القديم.